# Мендельсон, Фромет
Фромет Мендельсон (нем. Fromet Mendelssohn; урождённая Гугенхайм, 6 октября 1737, Альтона — 5 марта 1812, Альтона) — немецкая домохозяйка и предприниматель, супруга философа Мозеса Мендельсона.

## Биография
Фромет Мендельсон родилась 6 октября 1737 года в семье торговца Авраама Гугенхайма (ок. 1700—1766). Среди её предков был венский придворный банкир Самуил Оппенгеймер (1630—1703).
Врач Эммерих Гумпертц (1723—1769) познакомил её с философом Мозесом Мендельсоном в 1761 году. Последний сообщил своему другу Готхольду Эфраиму Лессингу в письме, что в то время у Фромет Гугенхайм не было состояния и что он «не был ни красивым, ни образованным». Они оба решили пожениться. Мозес Мендельсон давал частные уроки своей будущей жене у Иоганна Иоахима Кристофа Боде.
В период до брака они вели переписку, из которой сохранились высказывания Мендельсона. Из документов видно, что они оба искренне любили друг друга. Вопреки обычаям того времени среди евреев, они не заключили брачный договор на своей свадьбе 22 июня 1762 года в Берлине.
С 1764 по 1781 год Фромет родила Мендельсону десять детей, Четверо из которых умерли в раннем возрасте. Помимо трёх дочерей Брендель, Речи и Генриетты, сыновья Джозеф, Авраам и Натан достигли совершеннолетия.
Помимо работы по дому, Фромет Мендельсон также вела деловую переписку со своим мужем, когда его не было дома. Её считали страстной любительницей театра. Поскольку она поддерживала контакты с Готхольдом Эфраимом Лессингом и Иоганном Якобом Энгелем, она также оказала влияние на культурную жизнь Берлина. Это задокументировано в нескольких сохранившихся от неё письмах, датируемых периодом между 1773 и 1775 годами.
Мозес Мендельсон умер в начале 1786 года. Овдовевшая Фромет Мендельсон жила со своей дочерью Речой Мейер в Нойштрелице с 1787 по 1800 год, а после их развода вместе с ней вернулась в Альтону. Живя в Берлине, она привезла с собой занавеску из Торы 1774/1775 года, сделанную по заказу её и её супруга, которая, как полагают, была сделана из её свадебного платья. Этот занавес Торы был подарен большой Альтонской синагоге в 1805 году, где он и находится на данный момент.
Фромет Мендельсон умерла 5 марта 1812 года в возрасте 74-х лет в Альтоне. Её похороны состоялись три дня спустя на еврейском кладбище в Альтоне, где её надгробие, отреставрированное в 2009 году, является одним из самых известных надгробий кладбища.

## Семья и потомки
В семье Мозеса и Фромет Мендельсонов родилось 10 детей, но из них выжило только 6 детей:
- Доротея Фридерика Шлегель (урождённая Брендель Мендельсон, в первом браке Доротея Фейт, во втором Доротея Фридерика Шлегель; 1764—1839) — писательница и литературный деятель, в 1783 году вышла замуж за купца Симона Фейта (1754—1819) и от этого брака родилось двое сыновей: Иоганнес (1790—1854) и Филипп (1793—1877), позже вышла замуж за философа Фридриха Шлегеля (1772—1829), брата писателя Августа Вильгельма Шлегеля (1767—1845).
- Реча Мейер (1767—1831).
- Йозеф Мендельсон (1770—1848) — банкир, основатель банковского дома Мендельсона.
- Генриетта Мендельсон (1775—1831) — педагог.
- Авраам Мендельсон Бартольди (1776—1835) — банкир и филантроп, был женат на Лее Саломон (1777—1842), дочери Левина Якоба Саломона (1738—1783) и его жены Бабетты Ициг (1749—1824), дочери финансиста Даниэля Ицига (1723—1799), отец композиторов Фанни Гензель (1805—1847), которая была замужем за художником-портретистом Вильгельмом Гензелем (1794—1861), и Феликса Мендельсона Бартольди (1809—1847), его другими детьми были банкир Пауль Мендельсон (1812—1874) и салонистка Ребекка Дирихле (1811—1858).
- Натан Мендельсон (1781—1852) — механик и мастер по изготовлению инструментов.

Среди её внуков были художники Иоганнес Фейт, Филипп Фейт, географ Георг Бенджамин Мендельсон, банкиры Александр Мендельсон. Пауль Мендельсон, а также композиторы Фанни Хензель и Феликс Мендельсон Бартольди.

## Почести
После долгих споров 26 апреля 2013 года в честь супружеской пары Мендельсонов была названа площадь Фромет и Мозеса Мендельсонов перед Еврейским музеем в Берлин-Кройцберге.